# Serra-di-Fiumorbo
Serra-di-Fiumorbo är en kommun i departementet Haute-Corse på ön Korsika i Frankrike. Kommunen ligger i kantonen Prunelli-di-Fiumorbo som tillhör arrondissementet Corte. År 2022 hade Serra-di-Fiumorbo 349 invånare.

## Befolkningsutveckling
Antalet invånare i kommunen Serra-di-Fiumorbo
Referens:INSEE